# Rivière Mondonac
Rivière Mondonac är ett vattendrag i Kanada.   Det ligger i provinsen Québec, i den sydöstra delen av landet, 270 km nordost om huvudstaden Ottawa. Rivière Mondonac ligger vid sjön Lac Joncas.
I omgivningarna runt Rivière Mondonac växer i huvudsak blandskog. Trakten runt Rivière Mondonac är nära nog obefolkad, med mindre än två invånare per kvadratkilometer.